# 懸樋プロダクション
株式会社懸樋プロダクション（かけひプロダクション）は、日本の芸能事務所。日本芸能マネージメント事業者協会・日本声優事業社協議会会員。

## 略歴
- 2009年9月 - 大沢事務所より独立、設立。

## 概要
大沢事務所で、番組ナレーションの営業及びCM・VPナレーションのキャスティングを担当していた懸樋学が、佐藤政道と大海吾郎と共に独立して設立した。
劇団青年座で洋画・海外ドラマ吹替の営業をしていたマネージャーの野左根久湖が2014年に加入した（2025年6月にアミュレートへ移籍）。そのタイミングで、仲野裕、山野井仁、宮島依里らが移籍している。2019年には、元テレビ朝日アナウンサーの佐分千恵が生島企画室から移籍した。
ケンユウオフィスと杉本るみが所属するヤマダックスと業務提携している。
2025年、養成所「声優・ナレーター養成放送表現研究所」を設立。

## 所属タレント

### 男性
- 伊藤裕一郎
- 大海吾郎
- 奥田隆仁
- 草野峻平
- さかき孝輔
- 佐藤政道
- 佐藤芳洋
- 清水優譲
- nico
- 福田亨
- 中尾みち雄
- 仲野裕
- 山内翔輝
- 山野井仁

### 女性
- 岡﨑加奈
- 木村まどか
- 桜岡あつこ
- 佐分千恵
- 沢海陽子
- 竹内夕己美
- 早瀬ゆか
- 松井茜
- 丸山未沙希
- 宮島依里
- 山賀晴代

## かつて所属していた声優
- 田村真（現所属：アミュレート）
- 村治学（現所属：アミュレート）